# Không gian màu HSB

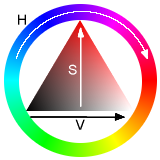
Không gian màu HSV, được miêu tả như một vòng màu sắc

Không gian màu HSB, còn gọi là không gian màu HSV hay không gian màu HSL, là một không gian màu dựa trên ba số liệu:
- H: (Hue) Vùng màu
- S: (Saturation) Độ bão hòa màu
- B: (Brightness), V (Value) hay L (Lightness): Độ sáng

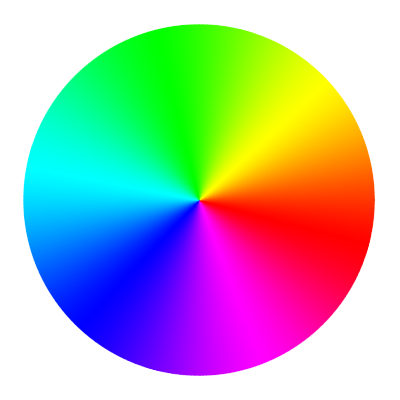
Hình tròn HSV
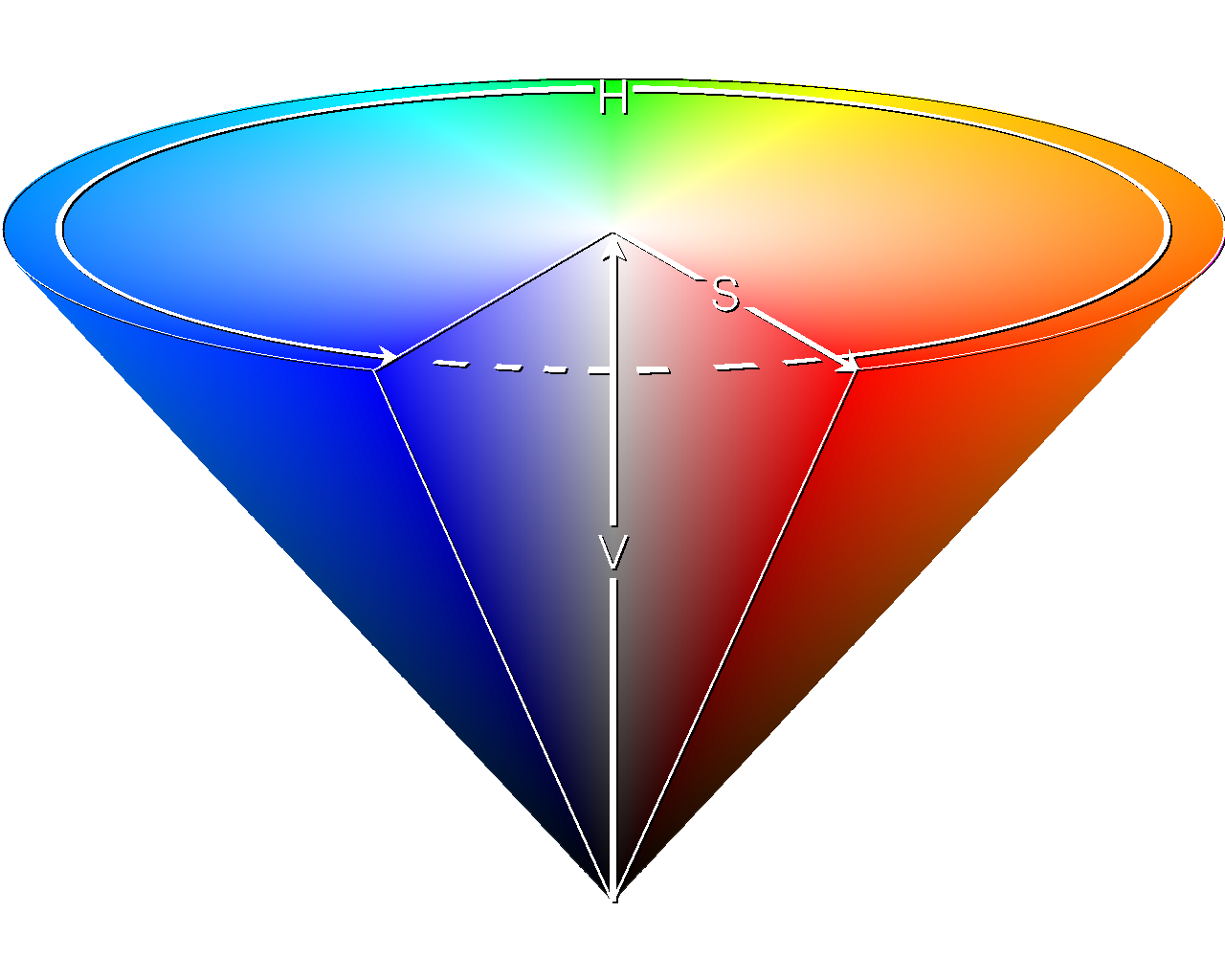
Hình nón HSV
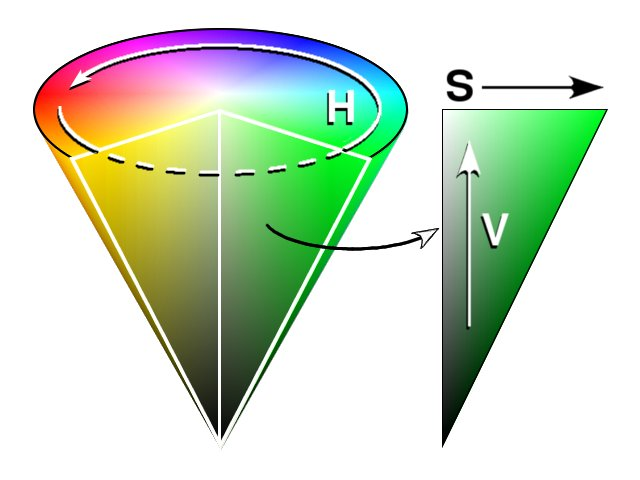
Một hình nón HSV khác

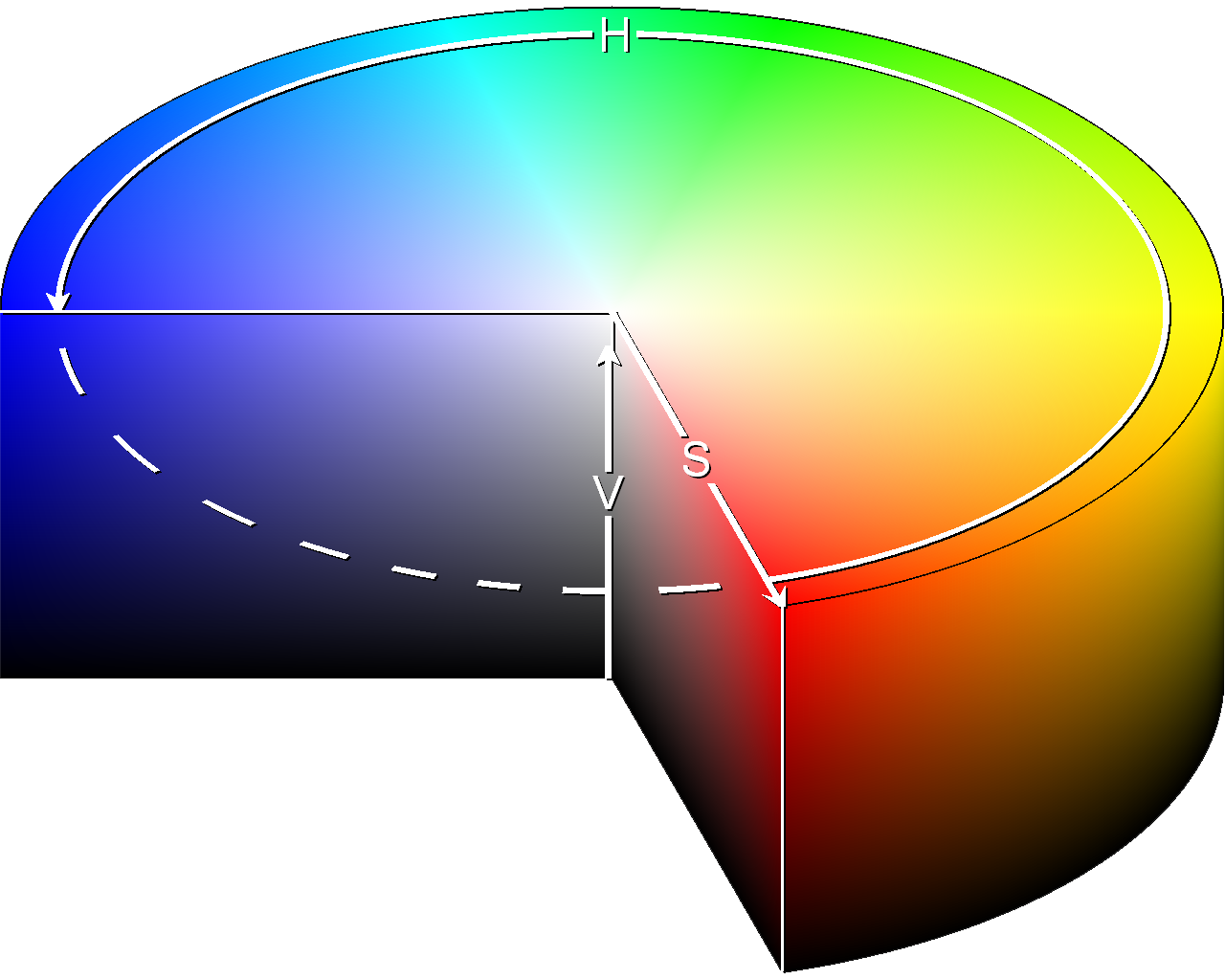
Hình trụ HSV
So sánh HSV-RGB

## Ứng dụng
Không gian màu HSB thường được sử dụng trong thiết kế đồ họa.